# Адель Фуше
Адель Фуше (фр. Adèle Foucher; 27 вересня 1803 — 27 серпня 1868) — французька біографка Віктора Гюго, з яким була знайома з дитинства. Її роман з літературним критиком Шарлем-Оґюстеном де Сент-Бев покладений в основу роману «Ладощі», написаного Сент-Бевом в 1834. Адель написала біографію Гюго, опубліковану в 1863 році.

## Ранні роки
Адель Фуше народилася у Парижі у сім'ї П'єра Фуше, друга батьків Віктора Гюго. Брат Адель, Поль Фуше, надав допомогу Гюго, видаючи себе за автора його п'єси «Емі Робсарт», яка так і не була опублікована. Згодом Поль написав успішну сценічну адаптацію його роману «Собор Паризької Богоматері».
За період свого залицяння за Адель Ґюґо написав їй близько 200 любовних листів, більшість з яких були опубліковані. Вони вінчалися 12 жовтня 1822. Брат Віктора, Ежен Гюго, також був закоханий в Адель, і коли вона одружилася, у нього стався нервовий зрив.
Леопольд, перша дитина Адель і Віктора, народилася в 1823 році, але померла в дитинстві. У 1824 році на світ з'явилася дочка Леопольдіна. Смерть юної Леопольдини в 1843 році, невдовзі після її одруження, сильно вразила її батьків і стала джерелом натхнення для написання її батьком безлічі віршів, включаючи посвячений її пам'яті поетичний збірник «Споглядання» (Les Contemplations).
У 1826 році Адель народила сина Шарля, в 1828 — сина Франсуа-Віктора, а в 1830 — дочку Адель. На той час Гюго вже прославився як талановитий поет і письменник. Незабаром після народження дочки Адель припинила сексуальні стосунки з чоловіком. Згодом у неї зав'язався роман з другом Гюго — літературним критиком Шарлем Огюстеном де Сент-Бевом, який тривав приблизно до 1837 року.

## Пізні роки
У 1833 році Віктор Гюго познайомився з акторкою Жюльєттою Друе, з якою завів довготривалий роман. Адель поступово звела свої відносини з Сент-Бевом нанівець. Хоча Гюго всерйоз думав про розлучення, шлюб все ж був збережений. Набагато пізніше, коли вони жили на острові Гернсі, між Фуше та Друе навіть виникла своєрідна дружба.
Після періоду політичної активності у 1840-х Гюго посварився з новим французьким лідером Наполеоном III і залишив батьківщину, вирушивши спочатку до Брюсселя, а потім на острів Джерсі. У жовтні 1855 року Гюго знайшов собі постійний будинок (Отвіль-хаус) в Сент-Пітер-Порте (острів Гернсі), куди перевіз всю сім'ю, щоб жити там із ними. Живучи в Брюсселі, Адель купила хорта, після смерті якого з нього зробили опудало і зберегли як експонат.
Victor Hugo raconté par un témoin de sa vie, біографія Гюго пера Адель Фуше, була опублікована в 1863 і була відзначена відсутністю будь-яких згадок про сексуальні пригоди героя.
Адель Фуше померла від скупчення крові в мозку у віці 64 років, перебуваючи в Брюсселі, і була похована у Вільк'є, поруч із могилою своєї дочки Леопольдини. Її сини проводжали в останню путь.